# Filodrillia mucronata
Filodrillia mucronata é uma espécie de gastrópode do gênero Filodrillia, pertencente à família Borsoniidae.